# Vijay Drangoy
Vijay Ivanovici Drangoy (russisch Виджай Иванович Дрангой Widschai Iwanowitsch Drangoi, englische Transkription: Vidjai Drangoi; * 19. November 1987 in Chișinău, Moldauische SSR) ist ein moldauischer Billardspieler, der in der Billardvariante Russisches Billard antritt.
Der Jugendeuropameister von 2005 wurde 2011 Weltmeisterschaftsdritter in der Disziplin Freie Pyramide, 2005 EM-Dritter und gewann jeweils ein Weltcupturnier in den Disziplinen Dynamische Pyramide und Freie Pyramide.

## Karriere
Vijay Drangoy nahm 2002 wenige Tage vor seinem fünfzehnten Geburtstag erstmals an der Europameisterschaft teil und kam dort in die Runde der letzten 32. Nachdem er auch bei der Weltmeisterschaft 2003 ins Sechzehntelfinale gelangt war, erreichte er bei den Europameisterschaften 2003 und 2004 das Achtelfinale und kam 2004 beim Balkanpokal und bei der Jugend-EM ins Viertelfinale. Bei der WM 2004 erreichte er das Achtelfinale und verlor gegen Niyazi Xələfov.
Ab 2005 trat Drangoy regelmäßig beim Europacup an, bei dem er jedoch bei den ersten Turnieren früh ausschied. Im Mai zog er bei der Europameisterschaft in seiner Heimatstadt Chișinău unter anderem durch Siege gegen Seymur Məmmədov und Kanybek Sagynbajew ins Halbfinale ein, in dem er dem späteren Europameister Jaroslaw Wynokur mit 1:5 unterlag. Wenige Wochen später wurde er durch einen 6:2-Finalsieg gegen Wolodymyr Perkun Jugendeuropameister. In der zweiten Jahreshälfte kam er bei vier Turnieren mindestens ins Achtelfinale und im Oktober besiegte er beim Europacupturnier in Chișinău unter anderem Oleksandr Palamar und gelangte ins Endspiel, in dem eine 5:7-Niederlage gegen Jaroslaw Wynokur folgte. Bei der WM 2005 hingegen verlor er sein entscheidendes Vorrundenspiel gegen Ihar Kupawa mit 3:4 und verpasste damit knapp den Einzug in die Runde der letzten 16.
Im März 2006 bildete Drangoy gemeinsam mit Dmitry Kaftanatov und Elena Kaftanatova die moldauische Mannschaft, die bei der Teamweltmeisterschaft die Bronzemedaille gewann. Wenig später erreichte Drangoy bei der EM 2006 das Viertelfinale, in dem er dem späteren Europameister Oleksandr Palamar unterlag. Im Oktober gewann er durch einen 7:3-Finalsieg gegen den zweimaligen Weltmeister Qanybek Saghyndyqow den Weltcup in der Dynamischen Pyramide. Im Europacup hingegen schied er 2005 zumeist früh aus, erreichte aber auch einmal das Viertelfinale. Im Dezember folgte bei der Weltmeisterschaft erneut das Vorrundenaus.
2007 erreichte Drangoy bei allen Turnieren mindestens das Achtelfinale, so auch bei der EM, und im September 2007 kam er beim Turnier des Grand Prix der eurasischen Städte in Simferopol ins Halbfinale. Im folgenden Monat erzielte er sein bis dahin bestes Ergebnis bei einer Weltmeisterschaft, als er bei der Dynamische-Pyramide-WM unter anderem Jaroslaw Wynokur besiegte und sich im Viertelfinale dem späteren Weltmeister Kanybek Sagynbajew mit 4:7 geschlagen geben musste. Wenig später schied er beim Kremlin Cup und bei der Freie-Pyramide-WM in der Runde der letzten 16 aus.
In den folgenden beiden Jahren nahm Drangoy nur an wenigen Turnieren teil und erreichte 2008 das Achtelfinale der Kombinierte-Pyramide-WM, wohingegen er beim Kremlin Cup in der Vorrunde ausschied. 2010 kehrte Drangoy auf die internationale Bühne zurück und gewann zum Jahresauftakt gleich seine ersten beiden Europacupturniere; in Chișinău gewann er das Finale gegen Jewhen Talow (7:2) und in Moskau setzte er sich mit 7:4 gegen Wiktor Kurilenko durch. Auch bei den beiden folgenden Turnieren in der russischen Hauptstadt gelangte er ins Endspiel; beim Kremlin Cup hatte er unter anderem Wladislaw Osminin besiegt, bevor er im Finale dem früheren Weltmeister Älichan Qaranejew mit 2:5 unterlag, und bei den Prince Open gewann er das Finale mit 5:4 gegen Aleksey Kostyuk. Im Dezember hingegen schied er beim Finalturnier des Europacups in der Runde der letzten 32 gegen Andrej Hluschanin aus.
Im Februar 2011 gewann Drangoy durch einen 7:1-Finalsieg gegen Oleksandr Palamar das Auftaktturnier des Freie-Pyramide-Weltcups. Wenig später nahm er am Einladungsturnier Magnificent Eight der acht besten Spieler teil und erreichte das Halbfinale. Anschließend folgte jedoch bei mehreren Turnieren das frühe Aus, bevor er bei der EM ins Viertelfinale gelangte. Im Oktober 2011 spielte er nach drei Jahren wieder bei einer Weltmeisterschaft mit und gewann bei der Freie-Pyramide-WM die Bronzemedaille; nachdem er unter anderem Arbi Muzijew, Oleksandr Bojko und Serghei Krîjanovski besiegt hatte, musste er sich im Halbfinale dem Armenier Armen Gabrieljan mit 5:6 knapp geschlagen geben.
Zu Beginn des Jahres 2012 kam Drangoy beim Kirow-Millionenturnier ins Viertelfinale und zog beim Freie-Pyramide-Weltcup in Rostow am Don zum zweiten Mal ins Endspiel ein, musste sich diesmal jedoch Juri Paschtschinski mit 6:7 geschlagen geben. Anschließend schied er bei der Kombinierte-Pyramide-WM sieglos in der Vorrunde aus und erreichte beim Moskauer Bürgermeisterpokal und bei der EM das Achtelfinale und bei den Prince Open das Halbfinale, bevor er bei den Minsk Open in der Vorrunde ausschied. Nachdem er bei der Freie-Pyramide-WM das Achtelfinale und beim Kremlin Cup das Viertelfinale erreicht hatte, schied er bei der Dynamische-Pyramide-WM in der Vorrunde aus. Im Dezember gelangte er beim Savvidi Cup ins Halbfinale, in dem er gegen Wolodymyr Perkun verlor.
2013 nahm Drangoy an weniger Turnieren teil und sein bestes Ergebnis war dabei das Erreichen des Viertelfinales beim Sporthall Cup. Hingegen schied er beim Savvidi Cup 2013 in der Vorrunde aus und bei der Freie-Pyramide-WM verlor er sein Auftaktspiel gegen Igor Fomkin. Im Dezember 2013 belegte er bei den St. Petersburg Open den siebzehnten Rang.
In den folgenden Jahren nahm Drangoy nur noch vereinzelt an Turnieren teil. So erreichte er etwa beim Savvidi Cup 2017 die Runde der letzten 64.

## Erfolge
| Ergebnis | Jahr   | Turnier                              | Finalgegner         | Endstand |
| -------- | ------ | ------------------------------------ | ------------------- | -------- |
| Sieger   | 2005   | Jugendeuropameisterschaft (Fr. Pyr.) | Wolodymyr Perkun    | 6:2      |
| Finalist | 2005/4 | Europacup (Fr. Pyr.)                 | Jaroslaw Wynokur    | 5:7      |
| Sieger   | 2006   | Weltcup (Dyn. Pyr.)                  | Qanybek Saghyndyqow | 7:3      |
| Sieger   | 2010/2 | Europacup (Fr. Pyr.)                 | Jewhen Talow        | 7:2      |
| Sieger   | 2010/3 | Europacup (Fr. Pyr.)                 | Wiktor Kurilenko    | 7:4      |
| Finalist | 2010   | Kremlin Cup                          | Älichan Qaranejew   | 2:5      |
| Sieger   | 2010/2 | Prince Open                          | Aleksey Kostyuk     | 5:4      |
| Sieger   | 2011/1 | Weltcup (Fr. Pyr.)                   | Oleksandr Palamar   | 7:1      |
| Finalist | 2012/1 | Weltcup (Fr. Pyr.)                   | Juri Paschtschinski | 6:7      |

## Teilnahmen an Weltmeisterschaften
| Disziplin            | 2003              | 2004              | 2005              | 2006              | 2007 | 2008              | 2009              | 2010              | 2011              | 2012 | 2013 | 2014 | 2015 | 2016 | 2017  | 2018  | 2019  | 2020  |
| -------------------- | ----------------- | ----------------- | ----------------- | ----------------- | ---- | ----------------- | ----------------- | ----------------- | ----------------- | ---- | ---- | ---- | ---- | ---- | ----- | ----- | ----- | ----- |
| Freie Pyramide       | L32               | A                 | R                 | R                 | A    | –                 | –                 | –                 | H                 | A    | L64  | –    | –    | –    | n. a. | –     | –     | n. a. |
| Dynamische Pyramide  | nicht ausgetragen | nicht ausgetragen | nicht ausgetragen | nicht ausgetragen | V    | nicht ausgetragen | nicht ausgetragen | nicht ausgetragen | nicht ausgetragen | R    | –    | –    | –    | –    | n. a. | –     | n. a. | n. a. |
| Kombinierte Pyramide | nicht ausgetragen | nicht ausgetragen | nicht ausgetragen | nicht ausgetragen | –    | A                 | –                 | –                 | –                 | R    | –    | –    | –    | –    | –     | n. a. | –     | n. a. |
| Quelle:              |                   |                   |                   |                   |      |                   |                   |                   |                   |      |      |      |      |      |       |       |       |       |

| Legende | Legende                               |
| ------- | ------------------------------------- |
| S       | Sieger                                |
| F       | Finalist                              |
| HF / H  | Halbfinalist                          |
| VF / V  | Viertelfinalist                       |
| AF / A  | Achtelfinalist                        |
| LX      | Niederlage in der Runde der letzten X |
| R2      | Niederlage in Runde 2                 |
| R       | Vorrundenaus/Niederlage in Runde 1    |
| –       | nicht teilgenommen                    |
| n. a.   | nicht ausgetragen                     |